# Flakfalle
Die Flakfalle war eine Sonderform der deutschen U-Boote des Zweiten Weltkrieges.
Ab 1943 stiegen die Verlustzahlen der deutschen U-Bootwaffe in der Schlacht im Atlantik enorm an. Die alliierten Seestreitkräfte verwendeten moderne Jagdverfahren zur U-Bootabwehr. Dazu zählten Asdic-Geräte, Hedgehog-Wasserbombenwerfer und viele neue Fregatten, Korvetten und Zerstörer. Einen weiteren großen Anteil an der Bekämpfung der deutschen U-Boote hatte auch die Luftwaffe der Alliierten. Mit weitreichenden Flugzeugen, wie den Catalina-Flugbooten, konnten weite Räume des Atlantiks überwacht werden. Von Island, den Azoren und Großbritannien aus operierten diese Flugzeuge. Ebenfalls genutzt wurden auch Flugzeuge, die für einen Landeinsatz an der Front bereits zu veraltet waren, wie etwa die Blenheim-Bomber. Die deutsche U-Bootführung unter Admiral Karl Dönitz war über die hohen Verlustzahlen sehr besorgt und so suchte man nach einem Mittel, besonders die Luftbedrohung auszuschalten. Dazu wurden einige Boote vom Typ VII vollständig umgerüstet. Auf dem Turm wurde statt einer 2-cm-Flugabwehrkanone eine 3,7-cm-Flugabwehrkanone installiert. Das 8,8-cm-Geschütz verschwand und wurde durch einen Flakvierling ersetzt. Hinter dem Turm wurde ebenfalls ein Flakvierling installiert. Die so ausgerüsteten Boote sollten als Flakfallen dienen. 
Nach diesem Prinzip wurden im Sommer 1943 insgesamt acht U-Boote umgerüstet: U 211, U 256, U 263, U 271, U 441, U 621, U 650 und U 953. Ihr Auftrag bestand darin, alliierte Fliegerkräfte auf sich zu ziehen. Im Normalfall sollten angegriffene Boote wegtauchen und sich so dem Zugriff der Flieger entziehen. Die Flakfalle sollte jedoch aufgetaucht bleiben und den Angreifer mit der verstärkten Flakbewaffnung bekämpfen. 
Die Idee der Flakfalle erwies sich als Fiasko. Zwei liefen gar nicht erst zum Einsatz aus und von den sechs umgebauten Booten kehrten fünf nicht in die Häfen zurück. Sie wurden durch feindliche Fliegerkräfte versenkt. U 441, das sechste Boot, erreichte im Dezember 1943 den Hafen von St. Nazaire. Das gesamte nautische Personal war durch einen Blenheim-Bomber getötet worden und Einschüsse hatten das Boot tauchunfähig gemacht. Der anwesende Bordarzt hatte mit seinen beschränkten Nautikkenntnissen das Boot zurückgeführt.
Im Dezember 1943 wurde der Versuch mit Flakfallen eingestellt.